# Štefan Barbarič
Štefan Barbarič, slovenski literarni zgodovinar, * 19. oktober 1920, Turnišče, † 30. junij 1988, Ljubljana.

## Življenje in delo
Rodil se je v Prekmurju očetu kmetu Štefanu st. in materi Veroniki (rojena Solar).
Štefan Barbarič se je rodil v Turnišču. Gimnazijo je obiskoval v Murski Soboti in Ljubljani, zatem študiral slavistiko (in hungaristiko) na univerzah v Ljubljani in Budimpešti. Diplomiral je leta 1948 v Ljubljani. 
Najprej je 9 let poučeval po gimnazijah v Ljubljani, Črnomlju in na Ravnah na Koroškem. Nato je bil štiri leta asistent za slovensko književnost na Filozofski fakulteti v Ljubljani. Pet let je delal na dopisni delavski univerzi, za tem je sedem let (1965-1972) predaval slovensko književnost in jezik na Filozofski fakulteti v Zadru. Sledila je služba tajnika in urednika pri Slovenski matici, ki je trajala osem let (1972-1980). Ustanovi je pomagal oblikovati knjižni program, uredil nekaj zbornikov – »Kmečki upori v slovenski umetnosti«, »Prijateljev zbornik«, »Simpozij o Ivanu Cankarju«, sourejal je njen Glasnik in v njem tudi objavljal, pri Matici je izšla njegova knjiga Turgenjev in slovenski realizem (1983). Ko ni bil več tajnik, je ostal član upravnega odbora. Za opravljeno tajniško-uredniško delo je prejel odlikovanje, red dela z zlatim vencem. Njegovo zadnje delovno mesto je bilo ravnateljevanje v Slovanski knjižnici. Eno leto je predsedoval tudi Slavističnemu društvu Slovenije, ki ga je imenovalo za svojega častnega člana.

## Znanstveno delo
Barbaričevo osrednje delo je bilo literarnozgodovinsko. Ocene, članke in razprave je objavljal v Sodobnosti, Naših razgledih, Jeziku in slovstvu, Slavistični reviji, Glasniku SM, v Delu (Književnih listih), po domačih in tujih enciklopedijah ter zbornikih. Pisal je o slovenskih pisateljih, pesnikih in esejistih od protestantov do našega časa, največ o Josipu Jurčiču in o znanstvenikih, zlasti o Ivanu Prijatelju, Matiju Murku in Antonu Slodnjaku. Pomemben je bil tudi kot prevajalec iz madžarščine.

## Izbrana bibliografija
Samostojno:
- Študije o slovstvu in jeziku. Murska Sobota: Pomurska založba (1973). (COBISS)
- Kmečki upori v slovenski umetnosti. Ljubljana: Slovenska matica (1974), zbornik razprav. (COBISS)
- Turgenjev in slovenski realizem. Ljubljana: Slovenska matica (1983), esej. (COBISS)
- Josip Jurčič. (zbirka Znameniti Slovenci) Ljubljana: Partizanska knjiga (1986). (COBISS)

Prevodi in uredništvo:
- Vilko Novak, Štefan Barbarič. Zlata puščica (in druge madžarske pravljice). Ljubljana: Mladinska knjiga (1956), prevod pravljic in pripovedk. (COBISS)
- Ferenc Molnár, Štefan Barbarič. Dečki Pavlove ulice. Ljubljana: Mladinska knjiga (1965). (COBISS)
- Josip Vidmar, Štefan Barbarič, Franc Zadravec. Simpozij o Ivanu Cankarju. Ljubljana: Slovenska matica (1976). (COBISS)